# عرفان جان اغری‌بیات
عرفان جان اغری‌بیات (انگلیسی: İrfan Can Eğribayat؛ زادهٔ ۳۰ ژوئن ۱۹۹۸) بازیکن فوتبال اهل ترکیه است.
از باشگاه‌هایی که در آن بازی کرده است می‌توان به باشگاه فوتبال فنرباغچه، باشگاه ورزشی گوزتپه، و باشگاه فوتبال آدانااسپور اشاره کرد.
وی همچنین در تیم‌های ملی فوتبال زیر ۱۷ سال ترکیه، زیر ۱۹ سال ترکیه، و زیر ۲۱ سال ترکیه بازی کرده است.